# Wallis Buchanan
Wallis Buchanan es un músico instrumental nacido el 29 de noviembre de 1965 en Jamaica. Wallis tocaba el Didgeridoo en la banda británica Jamiroquai, siendo uno de sus primeros integrantes. Con el didgeridoo la banda pretendía dar un toque de arte vernáculo en la música de sus tres primeros álbumes. Apareció en la apertura de When you Gonna learn del Álbum Emergency On Planet Earth. En "Journey To arnhemland" Del disco The Return Of The Space Cowboy. Y de forma preponderante en "Didjerama" y "Didjital Vibrations" Del Disco Travelling Whitout Moving. Su última aparición Fue en Synkronized en el año 1999 para el tema Supersonic, al final de la gira Synkronized Wallis se retira de la banda.
- Datos: Q6166142